# Interstate L-6
Interstate L-6 (do 1942: O-63)  – lekki samolot łącznikowy i rozpoznawczy produkowany przez wytwórnię Interstate na potrzeby US Air Force w latach 1940 – 1945.

## Historia
Firma Interstate rozpoczęła produkcję samolotów S-1B Cadet. Do końca 1941 roku wyprodukowano 250 egzemplarzy które otrzymały oznaczenie wojskowe O-63. Po 1942 samolot otrzymał nowe oznaczenie L-6. Silniki tych samolotów często się przegrzewały i do końca wojny nie poradzono sobie z tym problemem. Samoloty były używane wyłącznie w USA jako samoloty kurierskie i samoloty łącznikowe oraz jako samoloty szkoleniowe. Nigdy nie został użyty do działań wojennych w Europie i Azji.